# Darren Shan
Darren Shan, född 2 juli 1972 på St Thomas’ Hospital i London, är författarnamnet för den irländske författaren Darren O'Shaughnessy.
Vid sex års ålder flyttade han och hans irländska familj från London till Limerick, Irland, där han bott sedan dess, med undantag för hans sociologistudier på Roehampton-universitetet i London. 
Darren O'Shaughnessy arbetade några år på ett tv-bolag i Limerick och på sin fritid skrev han en del böcker. Han lyckades inte med några av sina vuxenböcker, och han gick över till ungdomsböcker. Serien Legenden om Darren Shan (the Saga of Darren Shan) har sålts i flera miljoner exemplar och översatts till över 20 språk. Serien riktar sig till äldre ungdomar och handlar om en pojke som hamnar i vampyrers värld. Darren Shan har även skrivit The Demonata-serien samt The City Trilogy, en serie vuxenböcker som han har skrivit under författarnamnet D. B. Shan. Han kom för något år sedan ut med bokserien The Saga of Larten Crepsley. The Saga of Larten Crepsley handlar om Mr Crepsleys liv innan man möter honom i "The Saga of Darren Shan". De tre första böckerna i "The Saga of Darren Shan" blev en film. Universal Studios köpte rättigheterna och den första av fyra planerade filmer och hade premiär i oktober 2009. Men det blev inte så stor succé och det planeras inga fortsättningar. Det har också kommit ut en mangaserie baserad på Darren Shan-böckerna i Japan som finns i engelsk översättning.

## Böcker

### Legenden om Darren Shan
1. Skräckens cirkus (Cirque Du Freak)
2. Vampyrens medhjälpare (The Vampire's Assistant)
3. Dödens tunnlar (Tunnels of Blood)
4. Vampyrernas berg (Vampire Mountain)
5. Prövningarnas tid (Trials of Death)
6. Vampyrprinsen (The Vampire Prince)
7. Skymningsjägarna (Hunters of the Dusk)
8. Nattens bundsförvanter (Allies of the Night)
9. Gryningsjägarna (Killers of the Dawn)
10. Andarnas sjö (The Lake of Souls)
11. Skuggornas herre (Lord of the Shadows)
12. Ödets söner (Sons of Destiny)

### Legenden om Larten Crepsley
1. En vampyr föds (Birth of a Killer)
2. Ett hav av blod (Ocean of Blood)
3. De fördömdas palats (Palace of the Damned)
4. Bröder intill döden (Brothers to the Death)

### The Demonata
Bara Engelska titlar
1. Lord loss
2. Deamon thief
3. Slawter
4. Bec
5. Blood beast
6. Deamon apocalypse
7. Death's shadow
8. Wolf island
9. Dark calling
10. Hell's heroes